# Genshō
 (octobre 2019).
Si vous disposez d'ouvrages ou d'articles de référence ou si vous connaissez des sites web de qualité traitant du thème abordé ici, merci de compléter l'article en donnant les références utiles à sa vérifiabilité et en les liant à la section « Notes et références ».
L'impératrice Genshō (元正天皇, Genshō Tennō, 680 - 21 avril 748) est le quarante-quatrième empereur du Japon, selon l'ordre traditionnel de la succession, et la cinquième femme à occuper cette position. Elle règne de 715 à 724. Son nom personnel est princesse Hidaka (氷高皇女).

## Généalogie
Genshō était une sœur aînée de l'empereur Monmu, une fille du prince Kusakabe et de l'impératrice Genmei, et donc une petite-fille de l'empereur Tenmu et de l'impératrice Jitō par son père, et une petite-fille de l'empereur Tenji, par sa mère. Genshō ne s'est jamais mariée et n'a pas eu d'enfants.

## Biographie
Son accession au trône, en 715, a pour but essentiel d'occuper le trône en attendant que le prince Obito (le futur empereur Shōmu), fils de son jeune frère décédé Monmu, soit assez mature pour être couronné. Obito est désigné prince héritier en 714 par l'impératrice Genmei, qui abdique en faveur de sa fille Genshō l'année suivante, à cause de son âge (la cinquantaine) et de la jeunesse du prince héritier, alors seulement âgé de 14 ans. Obito reste le prince héritier de la nouvelle impératrice. Fujiwara no Fuhito, l'homme le plus puissant de la cour de Genmei, reste également à son poste.
Sous l’initiative de ce dernier, l'organisation du système de loi (ritsuryō) se poursuit, et les codes de loi sont écrits par son petit-fils Fujiwara no Nakamaro et publiés sous le titre de Yōrō Ritsuryō sous le nom de Fuhito en 718. Ils n'entreront cependant en vigueur qu'en 757.
Après la mort de Fuhito  en 720, le prince Nagaya, un petit-fils de Tenmu (et donc un cousin de Genshō) s'empare du pouvoir sur la cour. Ce déplacement des pouvoirs sera la cause de conflits ultérieurs entre Nagaya et les quatre fils de Fuhito durant le règne de Shōmu. La même année, la compilation du Nihon shoki est terminée.
Durant le règne de Genshō, le système de taxes, introduit par l'impératrice Jitō à la fin du VIe siècle, commence à montrer des signes de dysfonctionnement. Pour compenser la diminution du revenu des taxes, l'« acte de possession en trois générations » est édité en 723 sur l'initiative du prince Nagaya. Selon cet acte, le peuple n'est autorisé à posséder les terres qu'ils cultivent que pendant trois générations au maximum. À la quatrième génération, le droit de propriété est annulé et le champ passe sous la propriété du gouvernement du pays. Le but de cette loi est de motiver de nouvelles cultures, mais son effet a duré environ 20 ans.
En 724, Genshō abdique en faveur de Shōmu.